# Gare de Niamey
 (Février 2021).
La gare de Niamey est une gare ferroviaire nigérienne de la future ligne internationale de Niamey à Cotonou, située près de l'hippodrome dans la ceinture verte à l'est de la ville de Niamey.

## Situation ferroviaire
Établie à 229 mètres d'altitude, la gare de Niamey est l'origine de la future ligne internationale de Niamey à Cotonou. Niamey est relié à Dosso.

## Histoire
Le début des travaux de la gare de Niamey et de la nouvelle voie ferrée de Niamey à Cotonou ont débuté le 7 avril 2014. La gare est établie sur un terrain de 3 hectares situé à l'est de la ville, à proximité de l'hippodrome dans l'emprise de la « ceinture verte ». Lors de la cérémonie, la société Bolloré a installé des structures pour l'accueil des personnalités invitées et un tronçon de voie long de 500 mètres pour la circulation du train inaugural composé d'une locomotive et de quelques wagons.